# Seifen
Seifen là một đô thị thuộc huyện Altenkirchen, trong bang Rheinland-Pfalz, phía tây nước Đức. Đô thị Seifen có diện tích 2,95 km², dân số thời điểm ngày 31 tháng 12 năm 2006 là 161 người.